# Deure
|  | «Deures» redirigeix aquí. Vegeu-ne altres significats a «Treball escolar». |

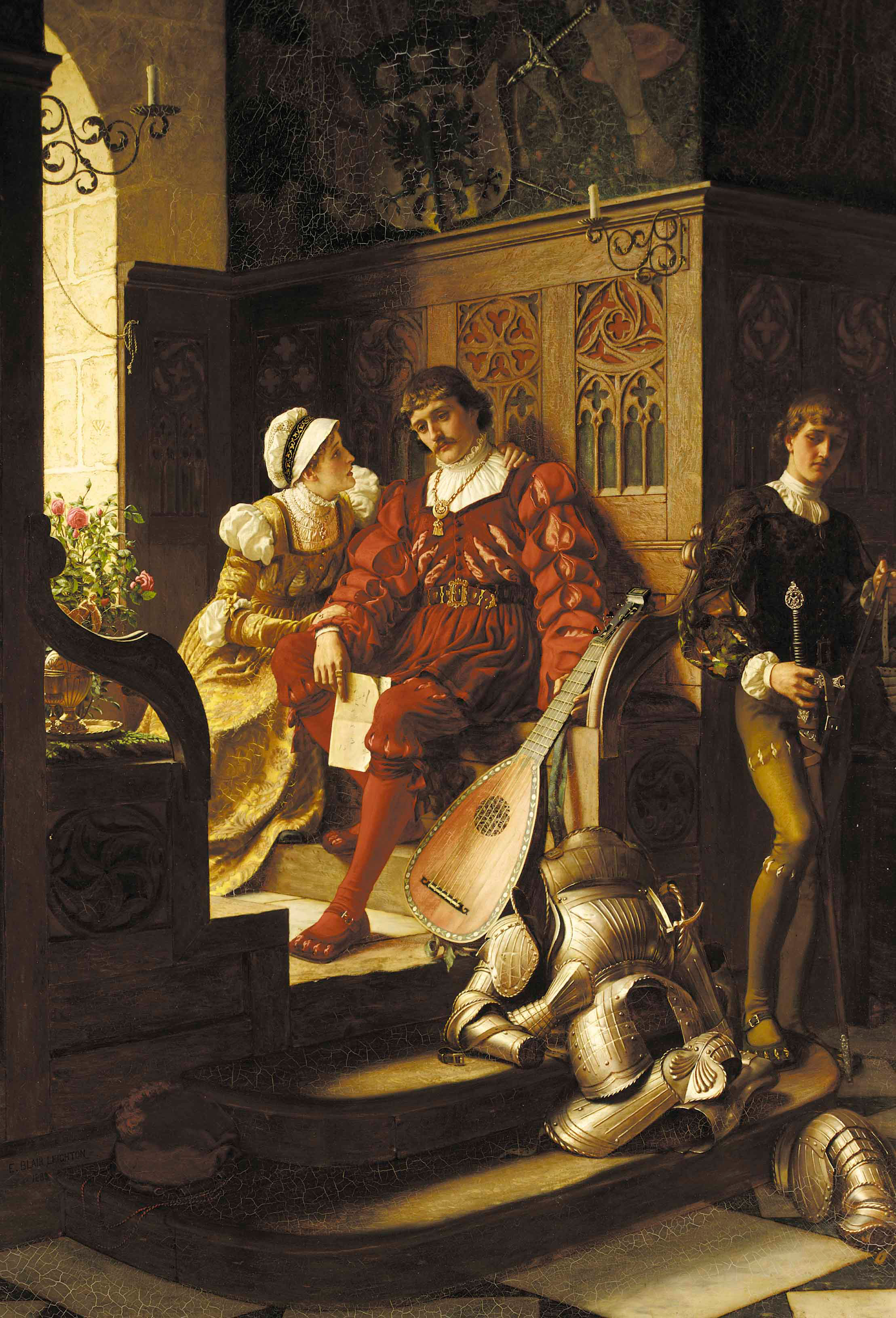
Deure és una pintura d'Edmund Leighton.

El deure és l'obligació moral de fer o deixar de fer quelcom, independentment del desig d'acomplir-lo, fer d'acord amb l'imperatiu categòric segons el punt de vista kantià. Es relaciona amb la llibertat, ja que és la consciència la que impulsa a exercir el lliure albir de manera que no contradigui el deure, per tranquil·litzar els escrúpols i actuar èticament. La disciplina que estudia el deure s'anomena deontologia.
Ciceró va estudiar el deure a De Oficiis (44 aC), un assaig filosòfic en forma de carta al seu fill. Influït per l'estoïcisme, afirma que tot home ha de conèixer el seu deure per poder complir-lo i ser un ciutadà amb honor. Aquest deure pot venir de quatre fonts:
- del simple fet de ser persona
- de la posició que ocupa (modernament es diria del rol social, per exemple el lloc de treball, la família o el grup de pertinença; cada grup té unes obligacions determinades)
- de la pròpia personalitat
- dels propis valors

Els deures específics imposats per la llei o la cultura varien considerablement, segons la jurisdicció, la religió i els costums socials.

## Tipus

### Deures cívics
El deure també es percep sovint com una cosa que es deu al propi país (patriotisme), o a la pròpia pàtria o comunitat.
Els deures cívics podrien incloure aspectes com obeir la llei, pagar impostos, preveure una defensa comuna, votar a les eleccions i referèndums, formar part d'un jutjat davant la demanda de fer-ho, declarar com a testimoni en delictes al carrer, comunicar malalties contagioses, oferir-se com a voluntari per serveis públics, donar sang periòdicament, o promoure la revolució contra un govern injust.

### Deures laborals
Les obligacions específiques sorgeixen en els serveis realitzats per un ministre d'una església, per un soldat o per qualsevol empleat o servidor públic.
El no compliment d'aquests deures pot derivar en un delicte, tal com passa per exemple amb la llei militar dels EUA. Entre aquests deures hi ha el de protegir la vida en medicina, o treballar amb responsabilitat professional en el camp de l'advocacia.

### Deures legals
Alguns exemples d'obligacions legals inclouen el deure de no actuar amb negligència, el deure de defensar l'assegurat per part d'una asseguradora, el deure de rescatar una persona en perill, el deure de participar al sufragi obligatori, el deure d'advertir dels perills, el deure d'evitar causar negligència infantil, el deure de complir els contractes, o el deure de tenir cura del medi ambient.

### Deures filials
En la majoria de les cultures, s'espera que els nens assumeixin deures en relació amb les seves famílies. Això pot prendre la forma de comportar-se de manera que es mantingui l'honor de la família als ulls de la comunitat, contraure matrimonis concertats que beneficiïn l'estatus de la família o tenir cura de familiars malalts. Aquest sentit del deure orientat a la família és un aspecte particularment central dels ensenyaments de Confuci, i es coneix com xiao, o pietat filial. Com a tal, els deures de pietat filial han tingut un paper enorme en la vida de les persones a l'est d'Àsia durant segles. Per exemple, el quadre Lady Feng i l'ós, de l'antiga Xina, representa l'acte heroic d'una consort de l'emperador col·locant-se entre el seu marit i un ós arrasat. Això s'ha de prendre com un exemple d'un comportament filial admirable. La pietat filial es considera tan important que, en alguns casos, supera altres virtuts cardinals: en un exemple més modern, "preocupacions per la pietat filial del mateix tipus general que motiven les dones a dedicar-se al treball de fàbrica a Corea, Japó, Taiwan, Malàisia, Singapur, Indonèsia i altres llocs d'Àsia són citats habitualment per les prostitutes tailandeses com una de les seves raons principals per treballar en el comerç de la pell ".

## Diferències culturals
El deure varia entre diferents cultures i continents. El deure a Àsia i Amèrica Llatina sol tenir més pes que a la cultura occidental. Segons un estudi fet sobre les actituds envers les obligacions familiars: "Els adolescents asiàtics i llatinoamericans posseïen valors més forts i expectatives més grans pel que fa al seu deure d'ajudar, respectar i donar suport a les seves famílies que els seus companys d'origen europeu".
La tradició del deure està profundament arrelada entre la cultura tant asiàtica com llatinoamericana i contribueix en gran manera en el fort sentit del deure que existeix en comparació amb les cultures occidentals. Michael Peletz parla del concepte de deure al seu llibre Gender, Sexuality, and Body Politics in Modern Asia: "Les nocions de deure filial... s'invoquen habitualment per mobilitzar les lleialtats, la força de treball i altres recursos dels nens en els interessos ostensibles de la llar i, en alguns casos, els del clan del llinatge en conjunt. Per tant, les doctrines de pietat filial... adaptades a elles poden ser, en conseqüència, una font de gran consol per als ancians, però també poden ser experimentades com a estressants, repressives o ambdues per aquells a qui se'ls demana honrar els desitjos dels seus pares (i dels avis) i les expectatives no expressades".
Un matrimoni concertat és un exemple d'un deure esperat en algunes parts de l'Àsia i l'Orient Mitjà. En un matrimoni concertat relacionat amb el deure, s'espera que la dona s'instal·li amb la família i la llar del marit per criar els seus fills. La residència patrilocal és habitual; poques vegades l'home es trasllada a viure amb la dona, o se li permet a la parella casada començar la seva pròpia llar i viure en un altre lloc. Han de proveir a tota la família en mà d'obra i cura de les granges i la família. Les generacions més grans depenen molt de l'ajuda de les famílies dels seus fills i néts. Aquesta forma de deure respon a mantenir intacte el llinatge d'una família i complir amb les necessitats de la gent gran.

## Teòrics
Kant basa tota la seva ètica en el deure, oposant-se així a les ètiques materials basades en manaments concrets. Creia que la raó permetia conèixer el mateix deure en cada situació i que acomplir-lo era l'únic motiu vàlid per a l'acció, i no pas per aconseguir un bé o evitar un càstig.
W.D.Ross distingeix entre set tipus de deures, que serien subjacents als manaments concrets (tant de la religió com les lleis concretes de cada país). Aquests són el deure de beneficència: obligació d'ajudar els altres; el deure de la no maleficiència: evitar ferir o perjudicar els altres; el deure de la justícia: assegurar que cadascú rep el que li pertoca; el deure de la millora: obligació de millorar la pròpia manera de ser; el deure de la reparació: si s'incompleix el segon deure, cal esmenar el mal en la mesura del possible; el deure de la gratitud, i el deure de mantenir les promeses.

## Crítics
Friedrich Nietzsche és un dels crítics més ferotges del concepte de deure. "Què destrueix un home més ràpidament", pregunta, "que treballar, pensar i sentir sense necessitat interior, sense cap desig personal profund, sense plaer, com un simple autòmat del "deure"? (L'Anticrist, § 11) Nietzsche afirma que la tasca de tota l'educació superior és "convertir els homes en màquines". La manera de convertir els homes en màquines és ensenyar-los a tolerar l'avorriment. Això s'aconsegueix, diu Nietzsche, mitjançant el concepte de deure. (Crepuscle dels ídols, "Escaramusses d'un home prematur" § 9.29) Els escrits d'Arthur Schopenhauer, entre ells Sobre la base de la moral, van tenir un efecte profund en Nietzsche i el van portar a considerar que la moral no es basava en la "compassió o la simpatia", sinó en la superació de la vida mitjançant la voluntat de poder.
Ayn Rand, una admiradora juvenil de Nietzsche, va ancorar la seva moral contra la noció de deure de Kant. "En una teoria deontològica, tots els desitjos personals estan fora de l'àmbit de la moral; un desig personal no té cap significat moral, sigui un desig de crear o un desig de matar. Per exemple, si un home no manté la seva vida pel deure, aquesta moral no fa cap distinció entre suportar-la amb treball honest o robatori. Si un home vol ser honest, no mereix cap crèdit moral; tal com diria Kant, aquesta honestedat és 'lloable', però sense 'importància moral'"